# Cephaloxynum rambouseki
Cephaloxynum rambouseki är en skalbaggsart som beskrevs av Alexander Bierig 1931. Cephaloxynum rambouseki ingår i släktet Cephaloxynum och familjen kortvingar. Inga underarter finns listade i Catalogue of Life.